# Nikon D3100
La Nikon D3100 es una cámara fotográfica DSLR de consumo de 14 megapíxeles con formato DX lanzada al mercado por Nikon en agosto de 2010. Sus características fueron filtradas días antes de la presentación oficial por la revista alemana "Foto Digital".
Otras características:
- Sensor CMOS de formato APS-c y 14.2 megapixeles
- Procesador EXPEED 2
- Objetivos compatibles: Nikkor AF-S, NIKKOR AF-I, NIKKOR IX, NIKKOR AI-P.
- Modo de disparo: A fotogramas, continuo, auto, disparo silencioso.
- Dimensiones: 124 × 96 × 74 milímetros.
- Peso: 500 gramos.